# Багадаев, Григорий Михеевич
Григорий Михеевич Багадаев (2 ноября 1948, Кяхта — 8 августа 2011, Улан-Удэ, Российская Федерация) — советский и российский певец (бас), солист Бурятского государственного академического театра оперы и балета имени Г. Ц. Цыдынжапова. Заслуженный артист РФ (1999).

## Биография
В 1975 году окончил Ленинградскую консерваторию имени Римского-Корсакова.
С 1975 года — солист Бурятского государственного ордена Ленина академического театра оперы и балета. Среди партий: Кончак, князь Галицкий, Скула («Князь Игорь»), Гремин ("Евгений Онегин), Аттила («Аттила»), Мефистофель («Фауст»), Эскамилио («Кармен»), Мельник («Русалка»), Бартоло и Базилио («Севильский цирюльник»), Пимен и Варлаам («Борис Годунов»), Порги «(Порги и Бесс»), Эбн-Хакиа, король Рене («Иоланта»), Тимур («Турандот»), Собакин («Царская невеста»), Монтероне («Риголетто»), басовая партия в «Реквиеме» Дж. Верди, Бумал-Хана («Энхэ-Булат-Батор») и многие другие.

## Награды и звания
- Заслуженный артист РФ (8 января 1999).
- Заслуженный артист Бурятской АССР (1981).
- Народный артист Республики Бурятия.